# Frango na púcara
Le frango na púcara est un ragoût de poulet portugais originaire de la ville d'Alcobaça. La recette y aurait été inventée dans les années 1960, vraisemblablement à partir d'une recette plus ancienne de la région.

## Ustensile particulier
Le nom de ce plat provient du pot en terre cuite le púcara dans lequel il est traditionnellement préparé. Cet ustensile est vendu principalement à Alcobaça. On peut cependant cuisiner le poulet dans un plat à tagine ou même une cocotte en fonte.

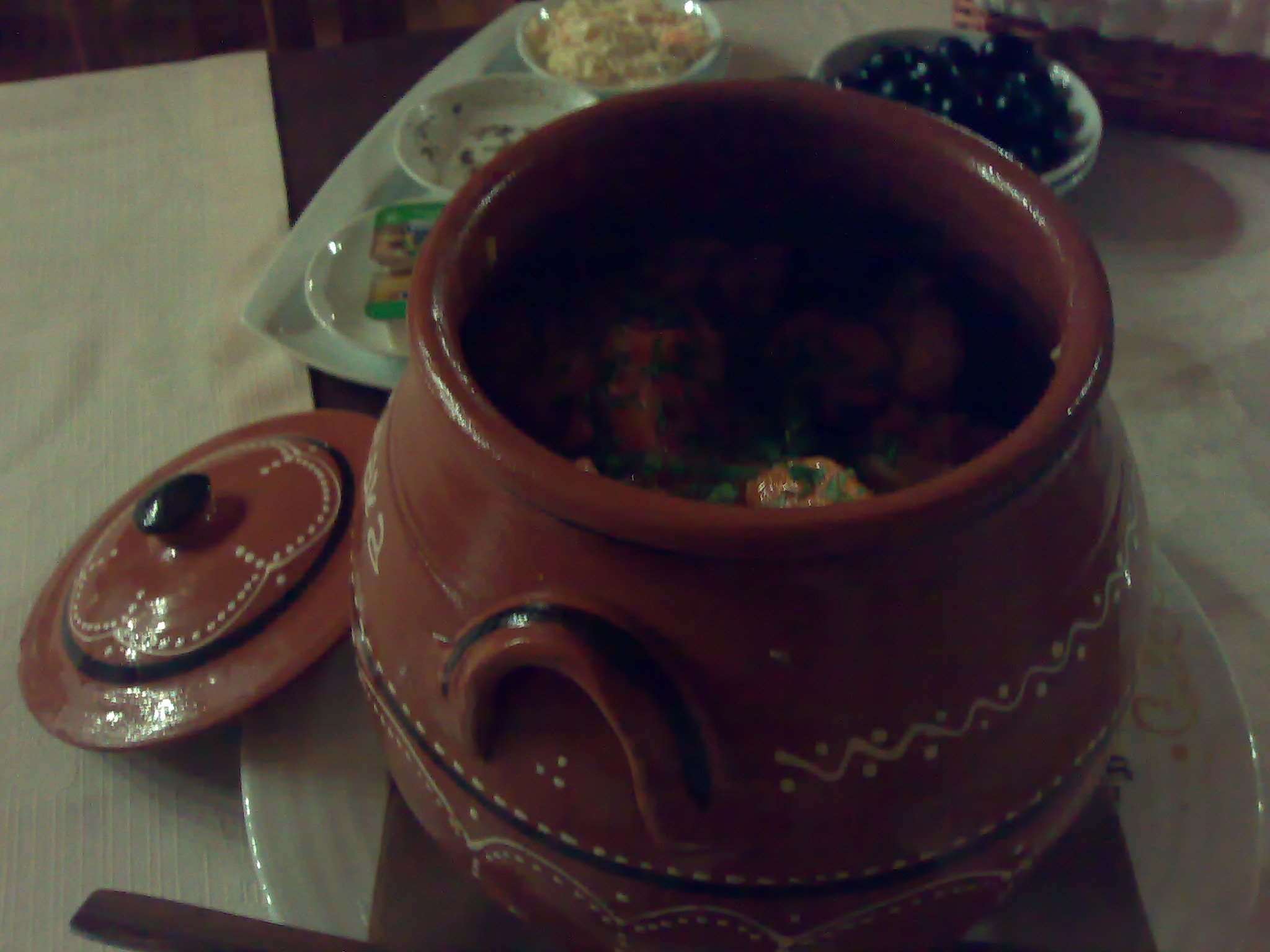
Le púcara.

## Recette traditionnelle originale
Une particularité de ce plat est la cuisson en présence de différents alcools, suivant les versions, comme du vin blanc, du cognac, et l'eau-de-vie ou du porto. On y trouve aussi de la tomate, des oignons et du jambon fumé, chouriço, etc. Le poulet est braisé dans le plat en terre cuite, sur le feu ou au four. Il est servi généralement avec du riz, de la salade ou des pommes de terre.